# Gulaš
Gulaš je vrsta guste juhe koja se može pripremati s raznim vrstama mesa. Sadrži niz sastojaka, između ostalog krumpir, luk, rajčicu, češnjak, papar, ljutu papriku i slično. Kuha se nekoliko sati.
Riječ dolazi od mađarske riječi gulyás koja u doslovnom prijevodu znači govedar, pastir, čoban, a izvedena je od mađarske riječi za govedo.
Izvorno se radilo isključivo o jelu spravljenom od govedine, kasnije i ovčetine, da bi se vremenom proširilo na gotovo sve vrste mesa, uključujući i meso divljači.
Omiljen je u raznim kuhinjama zemalja bivše Austro-Ugarske kao primjerice u Hrvatskoj, Sloveniji, Slovačkoj, Češkoj, Bosni i Hercegovini i Austriji.

## Sekeli gulaš
Sekeli ili Segedinski gulaš (mađ. Székelygulyás) je zimsko jelo od dinstanog mesa (teletina, junetina ili svinjetina ili njihova mješavina) i kiselog zelja s kiselim vrhnjem.
Postoji teorija da sekeli gulaš nije izmišljen u Mađarskoj nego da je to jelo bečke kuhinje, vjerojatno nastalo za vrijeme Austro-Ugarske monarhije.

## Perkelt
Gusti gulaš, odnosno mađarski perkelt. Dobije se na gotovo isti način kao gulaš, ali bez dodavanja veće količine tekućine.

## Bograč
Naziva se još prekmurski gulaš. Jelo je naziv dobilo po kotliću u kojem se kuha, a korijene ima u mađarskoj kuhinji. Sadrži najmanje tri vrste mesa (uglavnom junetina ili govedina, svinjetina i divljač), količina luka jednaka je količini mesa, a dodaje se i vino. U izvorni bograč ne stavlja se voda te ga odlikuje velika gustoća.